# Жашківська міська рада
Жа́шківська міська́ ра́да — адміністративно-територіальна одиниця та орган місцевого самоврядування в Жашківському районі Черкаської області. Адміністративний центр — місто Жашків.

## Загальні відомості
Жашківська міська рада утворена в 1956 році.
- Територія ради: 130 км²
- Населення ради: 14 116 осіб (станом на 1 січня 2014 року)
- Територією ради протікає річка Торч

## Населені пункти
Міській раді підпорядковані населені пункти:
- м. Жашків

## Склад ради
Рада складається з 36 депутатів та голови.
- Голова ради: Цибровський Ігор Андрійович
- Секретар ради: Тернавська Олена Василівна

### Керівний склад попередніх скликань
| Прізвище, ім'я, по батькові  | Основні відомості                                                       | Дата обрання | Дата звільнення |
| ---------------------------- | ----------------------------------------------------------------------- | ------------ | --------------- |
| Холоденко Микола Васильович  | Міський голова, 1952 року народження, член Української Народної Партії  | 26.03.2006   | 01.11.2007      |
| Ружицький Едуард Миколайович | Міський голова, 1965 року народження, безпартійний                      | 16.03.2008   | 31.10.2010      |
| Цибровський Ігор Андрійович  | Міський голова, 1966 року народження, освіта вища, член Партії регіонів | 31.10.2010   |                 |

Примітка: таблиця складена за даними сайту Верховної Ради України

### Депутати
За результатами місцевих виборів 2010 року депутатами ради стали:

#### За суб'єктами висування
| Суб'єкт висування                                       | Кількість обраних депутатів | %    |
| ------------------------------------------------------- | --------------------------- | ---- |
| Партія регіонів                                         | 13                          | 36,1 |
| Політична партія Всеукраїнське об'єднання «Батьківщина» | 12                          | 33,3 |
| Політична партія «Сильна Україна»                       | 3                           | 8,3  |
| Політична партія «Фронт Змін»                           | 2                           | 5,6  |
| Соціалістична партія України                            | 2                           | 5,6  |
| Соціально-екологічна партія «Союз. Чорнобиль. Україна.» | 2                           | 5,6  |
| Комуністична партія України                             | 1                           | 2,8  |
| Народна партія                                          | 1                           | 2,8  |

#### За округами
| № округу                                                | Прізвище, ім'я, по батькові       | Дата визнання обраним | Освіта  | Партійна приналежність                                        | Відомості про обраного депутата                                   |
| ------------------------------------------------------- | --------------------------------- | --------------------- | ------- | ------------------------------------------------------------- | ----------------------------------------------------------------- |
| Комуністична партія України                             |                                   |                       |         |                                                               |                                                                   |
| б/м                                                     | Паламарчук Любов Іванівна         | 05.11.2010            | середня | член Комуністичної партії України                             | ТОВ «Постачсервіс», завідувачка складом                           |
| Народна Партія                                          |                                   |                       |         |                                                               |                                                                   |
| 7                                                       | Філіповський Михайло Йосипович    | 04.11.2010            | вища    | член Народної партії                                          | Професійно-технічне училище № 38, директор                        |
| Партія регіонів                                         |                                   |                       |         |                                                               |                                                                   |
| б/м                                                     | Притика Михайло Михайлович        | 05.11.2010            | вища    | член Партії регіонів                                          | ТОВ «Жашків Райагробуд», заступник директора                      |
| б/м                                                     | Медведков Віталій Борисович       | 05.11.2010            | вища    | позапартійний                                                 | Свято-Покровський храм, настоятель                                |
| б/м                                                     | Антонюк Андрій Кирилович          | 05.11.2010            | вища    | член Партії регіонів                                          | пенсіонер                                                         |
| б/м                                                     | Воронін Олександр Миколайович     | 05.11.2010            | вища    | член Партії регіонів                                          | приватний підприємець                                             |
| б/м                                                     | Мазур Дмитро Володимирович        | 05.11.2010            | вища    | член Партії регіонів                                          | Дитячо- юнацький клуб фізичної підготовки, директор               |
| б/м                                                     | Церковнюк Людмила Миколаївна      | 05.11.2010            | вища    | член Партії регіонів                                          | Державна районна лабораторія ветеринарної медицини, директор      |
| 1                                                       | Добровольський Ігор Анатолійович  | 04.11.2010            | вища    | член Партії регіонів                                          | приватний підприємець                                             |
| 6                                                       | Горбань Олег Іванович             | 04.11.2010            | вища    | член Партії регіонів                                          | пенсіонер                                                         |
| 9                                                       | Левіцький Микола Вікторович       | 04.11.2010            | вища    | позапартійний                                                 | приватний підприємець                                             |
| 12                                                      | Коваль Олександр Миколайович      | 04.11.2010            | вища    | позапартійний                                                 | Жашківська РДА, начальник відділу з питань надзвичайних ситуацій  |
| 13                                                      | Яцула Анатолій Андрійович         | 04.11.2010            | вища    | член Партії регіонів                                          | ЦРЛ, лікар                                                        |
| 15                                                      | Загородній Віктор Іванович        | 04.11.2010            | вища    | позапартійний                                                 | Уманський відділ реєстрації Державтоінспекції, інспектор розшуку  |
| 16                                                      | Міщанюк Юрій Васильович           | 04.11.2010            | середня | член Партії регіонів                                          | ПП «Референт» Жашківський цукровий завод, завідувач складом       |
| Політична партія Всеукраїнське об'єднання «Батьківщина» |                                   |                       |         |                                                               |                                                                   |
| б/м                                                     | Мельник Володимир Родіонович      | 05.11.2010            | вища    | член Всеукраїнського об'єднання «Батьківщина»                 | ПП «Аскольд», заступник директора                                 |
| б/м                                                     | Руденко Віктор Анатолійович       | 05.11.2010            | вища    | член Всеукраїнського об'єднання «Батьківщина»                 | ПСП «Аскольд-Агро», заступник директора по торгівлі               |
| б/м                                                     | Синиця Ольга Володимирівна        | 05.11.2010            | вища    | член Всеукраїнського об'єднання «Батьківщина»                 | приватний підприємець                                             |
| б/м                                                     | Пронченко Сергій Олегович         | 05.11.2010            | вища    | член Всеукраїнського об'єднання «Батьківщина»                 | приватний підприємець                                             |
| 2                                                       | Мартинюк Вячеслав Михайлович      | 04.11.2010            | вища    | член Всеукраїнського об'єднання «Батьківщина»                 | приватний підприємець                                             |
| 3                                                       | Ярошинський Олег Володимирович    | 04.11.2010            | вища    | член Всеукраїнського об'єднання «Батьківщина»                 | Жашківське управління газового господарства, майстер              |
| 5                                                       | Мурадян Арам Мішайович            | 04.11.2010            | вища    | член Всеукраїнського об'єднання «Батьківщина»                 | приватний підприємець                                             |
| 10                                                      | Король Олег Леонідович            | 04.11.2010            | вища    | член Всеукраїнського об'єднання «Батьківщина»                 | приватний підприємець                                             |
| 11                                                      | Калаба Микола Петрович            | 04.11.2010            | вища    | член Всеукраїнського об'єднання «Батьківщина»                 | Жашківська районна лікарня, лікар                                 |
| 14                                                      | Тернавська Олена Василівна        | 04.11.2010            | вища    | член Всеукраїнського об'єднання «Батьківщина»                 | Жашківська міська рада, секретар                                  |
| 17                                                      | Мазурок Світлана Іванівна         | 04.11.2010            | вища    | член Всеукраїнського об'єднання «Батьківщина»                 | загальноосвітня школа № 4, вчитель                                |
| 18                                                      | Лопатинський Василь Петрович      | 04.11.2010            | вища    | член Всеукраїнського об'єднання «Батьківщина»                 | Жашківське управління житлово-комунального господарства, інженер  |
| Політична партія «Сильна Україна»                       |                                   |                       |         |                                                               |                                                                   |
| б/м                                                     | Лебідь Володимир Петрович         | 05.11.2010            | вища    | член Політичної партії «Сильна Україна»                       | ПК «Колос», заступник директора                                   |
| б/м                                                     | Данченко Євген Михайлович         | 05.11.2010            | вища    | член Політичної партії «Сильна Україна»                       | ТОВ «Нові напої», головний інженер                                |
| 4                                                       | Сивак Віктор Васильович           | 04.11.2010            | вища    | член Політичної партії «Сильна Україна»                       | приватний підприємець                                             |
| Політична партія «Фронт Змін»                           |                                   |                       |         |                                                               |                                                                   |
| б/м                                                     | Поліщук Василь Васильович         | 05.11.2010            | вища    | член Політичної партії «Фронт Змін»                           | Ринок «Чародій», директор                                         |
| б/м                                                     | Бурлуцький Володимир Миколайович  | 05.11.2010            | вища    | позапартійний                                                 | ДПІ в Жашківському районі, ревізор-інспектор                      |
| Соціалістична партія України                            |                                   |                       |         |                                                               |                                                                   |
| б/м                                                     | Бондаренко Олександр Анатолійович | 05.11.2010            | вища    | член Соціалістичної партії України                            | Цех телекомунікаційних послуг № 3 м. Жашків, заступник начальника |
| б/м                                                     | Пожарський Олег Леонідович        | 05.11.2010            | вища    | член Соціалістичної партії України                            | Філія «Жашківський райавтодор», головний інженер                  |
| Соціально-екологічна партія «Союз. Чорнобиль. Україна.» |                                   |                       |         |                                                               |                                                                   |
| б/м                                                     | Кукла Олег Іванович               | 05.11.2010            | середня | позапартійний                                                 | приватний підприємець                                             |
| 8                                                       | Лівандовський Олександр Павлович  | 04.11.2010            | середня | член Соціально-екологічної партії «Союз. Чорнобиль. Україна.» | приватний підприємець                                             |